# Tricyphona unigera
Tricyphona unigera är en tvåvingeart som först beskrevs av Alexander 1949.  Tricyphona unigera ingår i släktet Tricyphona och familjen hårögonharkrankar. Inga underarter finns listade i Catalogue of Life.